# Hermann Pistor

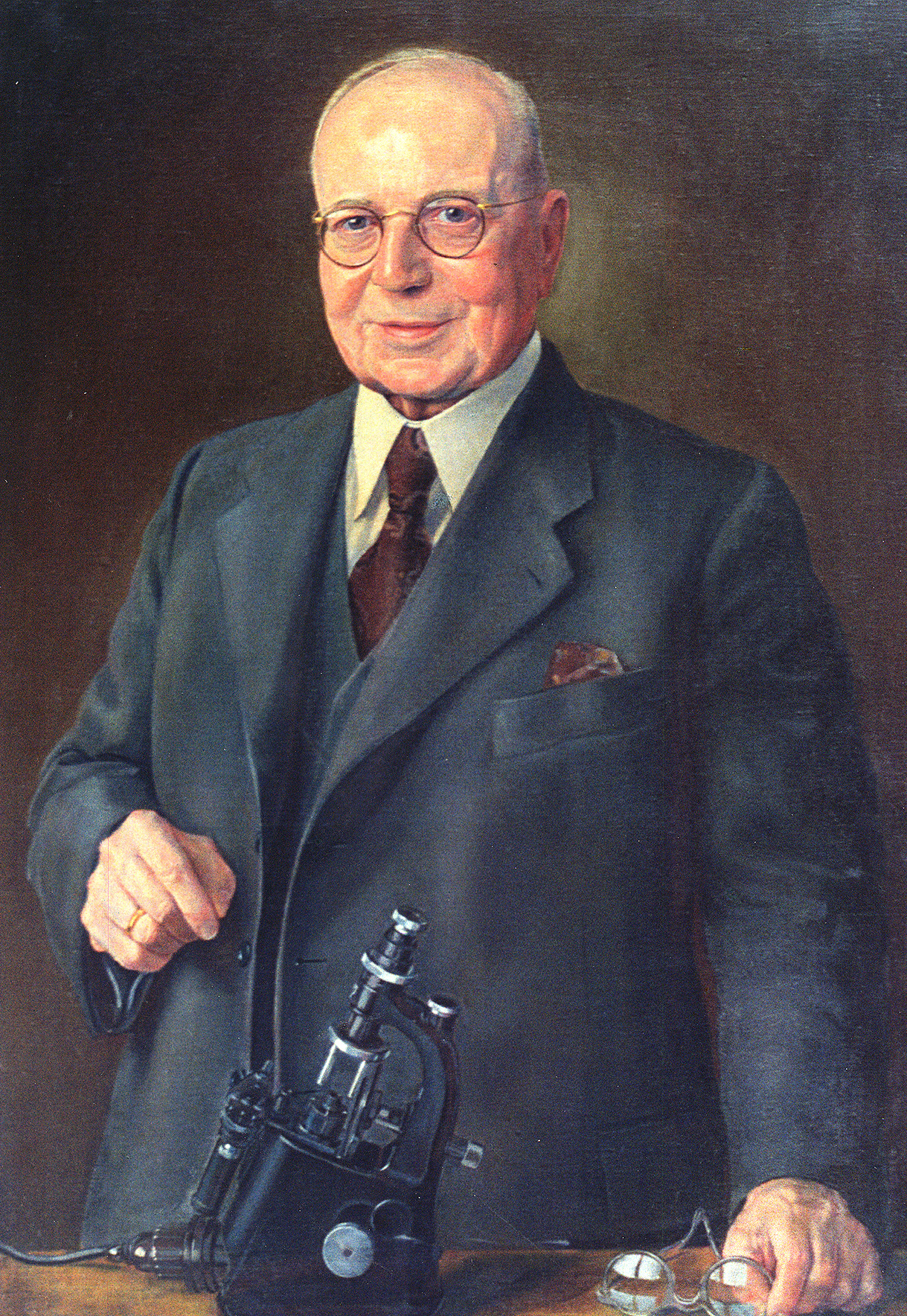
Hermann Pistor

Hermann Pistor (* 6. September 1875 in Sonneberg; † 2. Oktober 1951 in Jena) war ein deutscher Mathematiker, Physiker und Pädagoge. Auf Grund seiner Verdienste um die Lehre auf dem Gebiet der Optometrie gilt er in Deutschland als Nestor der modernen Augenoptik.

## Leben
Hermann Pistor wurde in Sonneberg in der Oberen Stadt am Salzbrunnen geboren. Er wuchs als Sohn eines Lagerarbeiters (Packer in einer Spielwarenfabrik) in sehr bescheidenen Familienverhältnissen auf. Bereits in der Volksschule machte er durch überdurchschnittliche Leistungen auf sich aufmerksam. Nach der Volksschule besuchte er bis 1891 das Lehrerbildungsseminar in Hildburghausen und arbeitete danach als Volksschullehrer in Gräfenthal und Sonneberg. Als Hochbegabter wurde er 1904 auf Veranlassung des Landesherrn, Herzog Georg II., für wissenschaftliche Studien beurlaubt. Er holte das Abitur nach und studierte an der Universität in Jena Mathematik, Physik und Geographie. Seine Doktorarbeit schrieb er über das Eisenbahnwesen im Thüringer Wald. Nach der Promotion war er als Lehrer im Sonneberger Realgymnasium tätig und entwickelte moderne didaktische Ansätze im naturwissenschaftlichen Unterricht, besonders für Mathematik und Physik. Wegen seiner hervorragenden pädagogischen Fähigkeiten und naturwissenschaftlichen Kenntnisse wurde er 1918 als Lehrkraft an die im Aufbau befindliche „Fachschule für Augenoptik“ in Jena berufen. 1919 wurde er Direktor der eben erst eröffneten Schule und im selben Jahr zum Professor ernannt. „Neben seiner Leitungstätigkeit befasste sich Hermann Pistor in Jena auch fachlich mit der Optometrie, der Wissenschaft der Fehlsichtigkeit und ihrer Korrektur. Sie umfasst gleichermaßen die biologische und physikalische Optik. Die Grundlagen für die Fach- und Hochschulausbildung auf dem Gebiet der Optometrie wurden in Deutschland maßgeblich durch Hermann Pistor entwickelt.“ 1940 wurde die Fachschule in „Ingenieurschule für Augenoptik“ umbenannt. In dieser Tradition sieht sich heute die Jenaer „Fachschule für Augenoptik Hermann Pistor“, die seinen Namen trägt. Die Position als Direktor der Ingenieurschule hatte Hermann Pistor bis zu seinem Tod 1951 inne.
Hermann Pistor war lange Jahre bis 1935 Vorsitzender Logenmeister der Johannisloge Zur Akazie am Saalstrande, gleichzeitig war er unter dem Schlaraffennamen „Pius von der Augenweide“ Mitglied in der Schlaraffia Athenae Jenensis. Wegen seiner freigeistigen Gesinnung und Mitgliedschaft in der Freimaurerloge wurde er 1933 aus der Reichsschrifttumskammer ausgeschlossen und erhielt während der 1930er Jahre Schreibverbot. Mit seiner Heimatstadt verband ihn die Mitgliedschaft in der Ferialverbindung Solmontia zu Sonneberg.

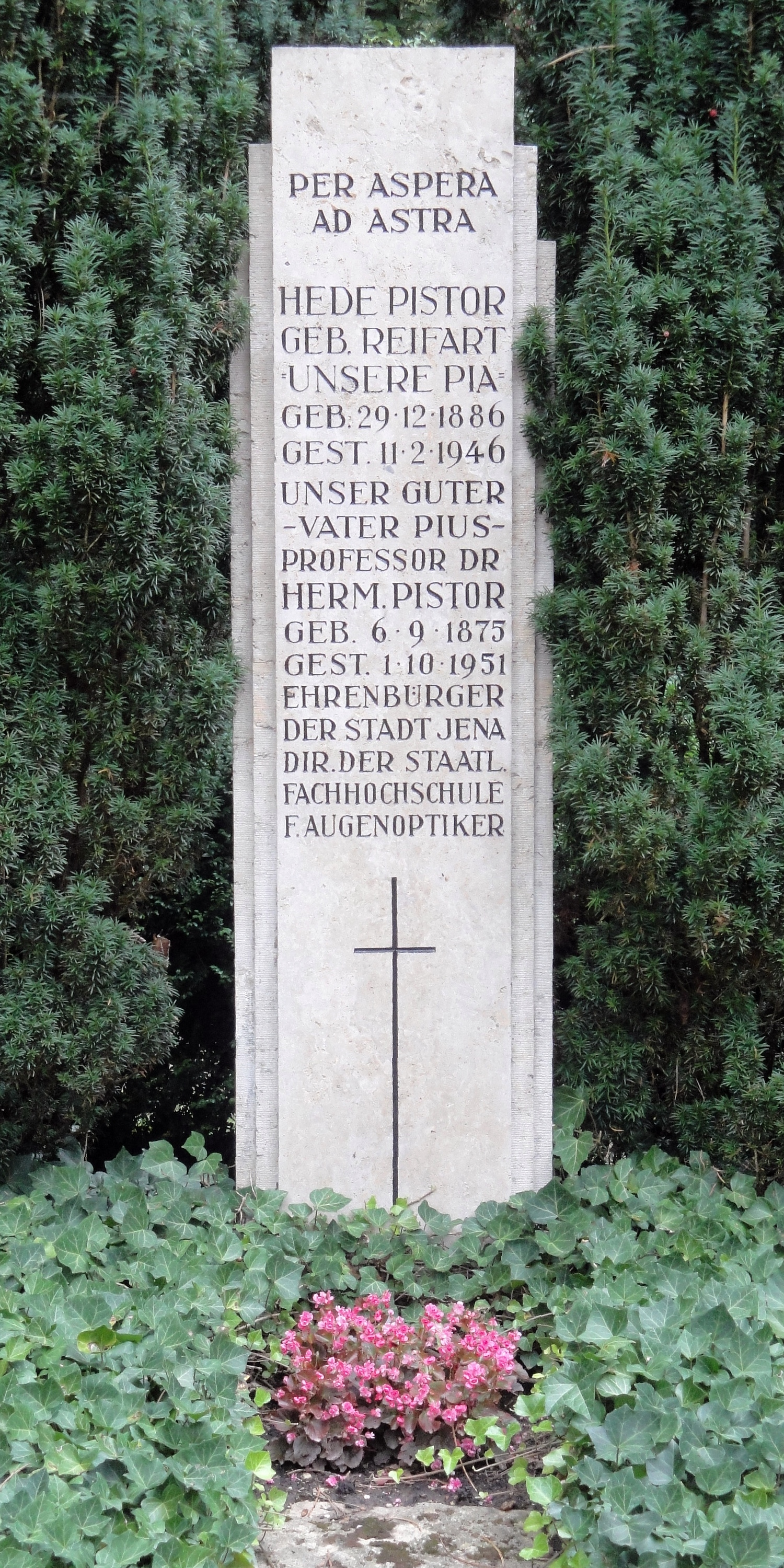
Grab von Hermann Pistor auf dem Nordfriedhof in Jena

 Im Ehrenhain des Nordfriedhofs, in besonders exponierter Lage, befindet sich Pistors Grabstätte mit einem schlichten Grabstein. Diese Grabstätte wird von den Freimaurern der Loge bis heute gepflegt.

## Sonstiges
Vierzig Jahre nach dem Ableben Hermann Pistors wurde er aufgrund seiner großen Verdienste um die Augenoptik Ehrenbürger Jenas und die „Hermann-Pistor-Straße“ in Jena erhielt seinen Namen.
Nach dem Tod Hermann Pistors wurde ihm zu Ehren das zur Erweiterten Oberschule umgewidmete Sonneberger Realgymnasium Mitte der 1950er Jahre in „Hermann-Pistor-Oberschule“ umbenannt. Nach der Wende 1990 erhielt die vormalige EOS den Namen 1. Staatliches Gymnasium Sonneberg. Nach dem Zusammenschluss der zwei Sonneberger Gymnasien (1. und Heinrich-Heine-Gymnasium) erhielt die neue Schule 2008 den Namen Staatliches Gymnasium „Hermann Pistor“. Die Einweihungsfeier fand am 12. April 2008 im Gesellschaftshaus Sonneberg statt.

## Bibliografie
- Altes und Neues von Sonneberg und dem Meininger Oberlande. Verlag Emil Oehrlein, Sonneberg (1902)
- Die Thüringischen Eisenbahnen, speziell die des Thüringer Waldes, namentlich in ihren orographischen Verhältnissen. Jena (1908)
- als Herausgeber: Der Augenoptiker. 4 Bände, Panses, Weimar 1933–1936:
  - Band I: Elementare Einführung in die geometrische Optik.
  - Band II: Das menschliche Auge. (herausgegeben mit Richard Greeff)
  - Band III: Einführung in die Brillenlehre. (herausgegeben mit Otto Henker; 4. Auflage 1948)
  - Band IV: Die optischen Instrumente.
- mit R. Greeff: Aus der Geschichte der Brille. In: Der Augenoptiker. Band 3: Einführung in die Brillenlehre., 4., völlig neu bearbeitete Auflage. Pößneck-Jena 1948, S. 321–384.
- Einführung in die Brillenglasbestimmung durch Sehschärfenprüfung. (1947)
- Die Methoden der objektiven Refraktionsbestimmung mit dem einfachen Augenspiegel. (1948)
- Die Grundlagen der Augenoptik. (1948)
- Einführung in die Optik. (1949)